# スーク・エル・ベイ

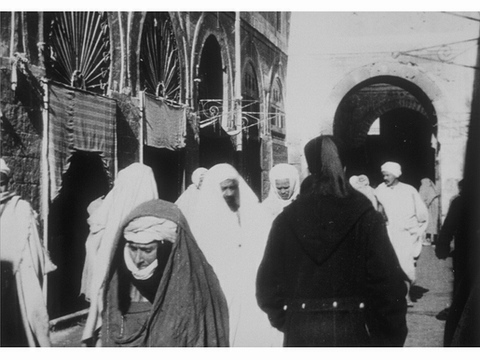
1920年のスークの様子

スーク・エル・ベイは、チュニス旧市街にあるスークの一つで、カスバのダール・エル・ベイの壁と対面していることからこの名がつけられた。このスークは旧奴隷市、現宝飾品市のスーク・エル・ベルカと隣接し、反対側はカスバ通りへと続いている。19世紀ごろシャシーヤ産業の栄えたスーク・シャワシンにも連結している。スーク・エル・ベイはハムーダ・バーシャーの手によって建てられ、カーペット、絹織物、綿織物を専門としていたが、現在は多くの店が宝飾品や貴金属を扱い、その他観光客向けの骨董品を扱う店も存在する。

## 場所
スーク・エル・ベイはスーク・エル・ベルカ、スーク・シャワシン、ダール・エル・ベイ等の付近にある。

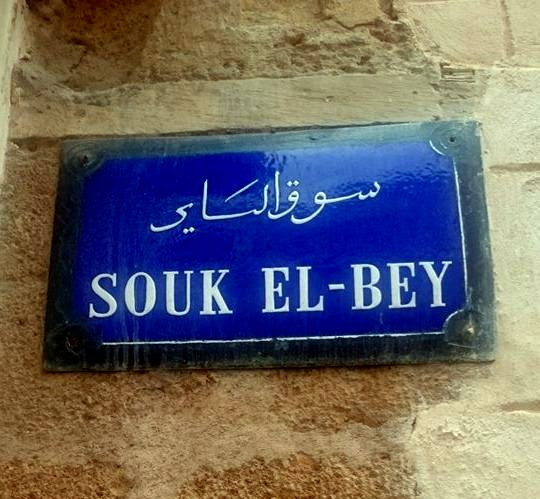
スークの名を表示する看板

## 歴史
このスークはハムーダ・バーシャーが作り上げ、カーペット、絹織物、綿織物産業で、19世紀最も栄華を見せた。

## 製品
現在は多くの商人が宝飾品や貴金属を主に扱っている。

## 参照
- オールド・チュニスのメディナ أسواق مدينة تونس العتيقة.. سياحة تراثية